# Mastí dels Alps
El Mastí dels Alps és una raça de gos molosoide extint, el progenitor del Santbernat, i un important contribuent als mastins moderns (a través dels gossos com el "Couchez"), així com amb altres races que es deriven d'aquestes races o estan estretament relacionades amb elles. M. B. Wynn va escriure: "El 1829, un gos atigrat gran llum de la raça mastí antic dels Alps, anomenat L'Ami, fou portat del convent de Sant Bernat, i exhibit a Londres i a Liverpool com el gos més gran a Anglaterra." William Cavendish, cinquè duc de Devonshire, que es creu que ha criat els mastins alpins a Chatsworth House. Els noms "Alpine Mastiff" i "Sant Bernat" s'utilitzen indistintament en el segle xix, encara que la varietat que es va mantenir en l'hospici del Gran Sant Bernat fou significativament alterada per la introducció d'altres races, com el Terranova i el Gran danès, i és aquesta raça composta que ara porta el nom de Santbernat. Inevitablement, aquests gossos de muntanya es van barrejar amb la població en general, i la varietat original es va reduir en la seva forma pura, malgrat que una raça rara, el "Cane Garouf" o "Patu", que es troba a la part dels Alps antigament habitada pel Mastí Alpí, també descendeix de la raça extinta.